# Shim'Tar
Shim'Tar è un personaggio immaginario di proprietà della DC Comics e fu co-creata dal disegnatore Chris Marrinan e lo scrittore George Pérez. Secondo i fumetti di Wonder Woman, il nome Shim'Tar può essere anche il titolo dato al capo guerriero della tribù immaginaria delle Amazzoni di Bana-Mighdall.

## Biografia del personaggio
Piuttosto che una persona singola, "Shim'Tar" è un titolo intercambiabile per il capo guerriero delle Amazzoni di Bana-Mighdall. È molto simile al titolo di Wonder Woman classificato per il capo guerriero della tribù Amazzone di Themyscira. Il titolo di Shim'Tar viene scelto attraverso un Torneo per la Corona, un rito di combattimento.

### Shim'Tar originale
Il contatto iniziale di Wonder Woman con la Shim'Tar originale avvenne quando il suo lazo venne rubato dalla sua nemica Cheetah, e la cattura di quest'ultima le condusse entrambe in Egitto. Qui, Diana trovò una tribù perduta di Amazzoni nella città di Bana-Mighdall, e queste Amazzoni, scoprì, erano le discendenti di sua zia Antiope. Una discendente di quella tribù di nom Faruka complottò per diventarne la Regina. Scelse una potente Amazzone senza nome perché agisse al posto suo. Nominandosi Shim'Tar, questa guerriera aveva degli impianti cibernetici che non solo ne accrescevano la forza, ma le fornivano anche capacità laser e resistenza. Dopo aver ucciso la Regina corrente della tribù di Amazzoni del deserto, Shim'Tar si batté contro Diana su richiesta di Faruka. Si dimostrò una grande avversaria per Diana, che non fu in grado di sconfiggerla in un combattimento diretto, infatti in più di una battaglia Shim'Tar diede a Diana una brutale e completa sconfitta. Diana riuscì a malapena a sconfiggerla e ci riuscì soltanto riuscendo a legarla con il suo lazo dorato. Scoprì che la guerriera Shim'Tar ottenne la maggior parte del suo grande potere indossando la Cintura Dorata di Gea, e questa Shim'Tar sembrò perdere la vita quando la città Amazzone fu attaccata dai militari egiziani e dal dio olimpico Ermes, causando una grande esplosione. L'identità di questa Shim'Tar rimane ignota ancora oggi.
Lo scrittore che concepì il personaggio di Shim'Tar (George Pérez) sembrò aver creato il personaggio come una versione post-Crisi, o di una realtà alternativa, di un nemico di Wonder Woman già esistente di nome Dottor Cyber. Questo fu verificato dalla sua posizione in un poster da lui creato chiamato Wonder Woman Through the Ages Poster. Shim'Tar fu piazzata esattamente sopra la versione pre-Crisi di Dottor Cyber, mantenendo una variante del pattern del personaggio che era visibile tra gli altri nemici di Wonder Woman.
In più, l'educazione di Shim'Tar e il suo retaggio come campionessa dentro una città protetta da una barriera mistica (una perpetua tempesta di sabbia magica), la sua misteriosa connessione con Ippolita e Wonder Woman, dovuto ai capelli ricci, il colore della pelle (fino ad allora, Shim'Tar era l'unica Bana-Mighdalliana a possedere la pelle bianca che somigliava a un'inversione dello sfondo di Nu'bia che la rese la sorella di colore di Wonder Woman e l'unica Amazzone pre-Crisi con la pelle nera) e l'aspetto della maschera, sembrarono fare riferimento a un altro personaggio della continuità pre-Crisi, Nu'bia, e anche lei fece il suo debutto utilizzando un'armatura con un elmo coprente simile all'aspetto visivo di Cyber degli anni '80.
Nella continuità pre-Crisi, Nu'bia fu rapita da Marte, e portata su un'isola dove fu nascosta dentro una nebbia magica e sottoposta al lavaggio del cervello attraverso l'utilizzo di un anello magico donatole dal Dio della Guerra, un fatto che rifletté la possessione dell'Ippolita post-Crisi con la magica patina metallica.

### Regina Ippolita
Durante la storia Guerra degli Dei, la maga Circe fece un incantesimo su Ippolita e la vestì dell'armatura della prima Shim'Tar, e in questa armatura fu piazzata magicamente una patina metallica nanotecnica in uno di guanti. Quando la Regina Ippolita bevve da esso, l'armatura la possedette. Sotto l'incantesimo di Circe, Ippolita combatté contro sua figlia Diana. Non sapendo che quella sotto la maschera fosse sua madre, Diana si difese, e ognuna delle due cercò di uccidere l'altra. Ad un certo punto, l'incantesimo terminò, e questo permise a Ippolita di riprendersi. Fu a causa di tutto questo che Ippolita sviluppò un forte odio per le Amazzoni di Bana-Mighdall in quanto cercarono di aiutare Circe nei suoi piani.

### Akila e Artemide
Infine ci fu un'Amazzone di nome Akila che assunse l'identità di Shim'Tar. A differenza del significato iniziale, il titolo divenne sinonimo di "protettore" nella tribù di Bana-Mighdall. Akila si dimostrò un bene sia per la propria tribù che per quella delle Amazzoni di Wonder Woman. Akila fu scelta personalmente da Ippolita perché agisse da rappresentante della sua tribù. Le fornì anche i mezzi per frequentare l'Università di Oxford nel Mondo degli Uomini per incrementare la sua educazione. Durante questo periodo di istruzione divenne un ingegnere e così ridisegnò l'armatura utilizzando una combinazione di tecnologia e magia. Quando la regina Gorilla Abu-Gita e la sua armata invasero l'Isola Paradiso, Akila aiutò Diana e Artemide a sconfiggere il loro attacco.
A causa dei disordini civili in corso tra le due tribù, costrette a convivere a Themyscira, le Amazzoni si fecero guerra a vicenda. Nel corso di questo scontro Akila non riuscì a proteggere nessuna delle due tribù a causa della sua inesperienza e il suo sfacciato disinteressamento nel diventare una guerriera. Fu ferita durante la battaglia e fu d'accordo a cedere il ruolo e l'armatura di "Shim'Tar" ad Artemide. Artemide agì da Shim'Tar della tribù finché Ippolita non abolì la monarchia, dopodiché, Artemide abbandonò il ruolo di Shim'Tar e divenne la co-governante Amazzone della sua nazione al fianco del Generale Philippus.
Al momento, il titolo di Shim'Tar, è ancora vuoto.